# Pašaga Mandžić
Pašaga Mandžić – Murat (Tuzla, 6. svibnja 1907. – Sarajevo, 26. lipnja 1975.), bosanskohercegovački učesnik Narodnooslobodilačke borbe, društveno-politički radnik SFR Jugoslavije, SR Bosne i Hercegovine i narodni heroj Jugoslavije bošnjačkog podrijetla. Imao je presudnu ulogu u industrijskom razvoju Tuzle. U njegovo vrijeme grad je doživio vrhunac razvoja.

## Životopis
Rođen je 6. svibnja 1907. godine u Tuzli, u radničkoj obitelji. Stolarski zanat izučio je u rodnom gradu. U međuratnom razdoblju bio među trojicom igrača i članova Slobode iz Tuzle. Od 1924. godine, aktivno je učestvovao u radničkom pokretu. Godine 1929, postao je član Komunističke partije Jugoslavije, a već 1932. bio je izabran za sekretara Mjesnog komiteta KPJ u Tuzli. Istovremeno je radio i u tehnici i redakciji ilegalnog lista Fabrika i njiva, koji je na inicijativu tuzlanskog Okružnog komiteta pokrenut 1932. godine. Bio je uhićen zbog komunističkog rada 21. prosinca 1932. i zatim na osnovu Zakona o zaštiti javne sigurnosti i poretka u državi osuđen u Beogradu na četiri godine robije. Kaznu je služio u zatvoru u Srijemskoj Mitrovici.
Nakon izlaska iz zatvora 1936. godine, bio je član Međustrukovnog odbora sindikata. Pored toga, radio je i na obnavljanju organizacija KPJ i SKOJ-a. Na Četvrtoj konferenciji Pokrajinskog komiteta KPJ za BiH, održanoj 1938. godine u Mostaru, bio je izabran za člana Pokrajinskog komiteta. Od tada je bio sekretar Oblasnog komiteta KPJ za tuzlansku oblast. Na Petoj zemaljskoj konferenciji KPJ, održanoj od 19. do 23. oktobra 1940. godine u Zagrebu, bio je jedan od članova delegacije iz Bosne i Hercegovine. Bio je i učesnik Oblasne konferencije KPJ za BiH, održane ožujka 1941. godine u Bistaračkoj školi, na kojoj su prihvaćene direktive Centralnog komiteta KPJ.
Nakon okupacije Jugoslavije 1941. godine, Mandžić je, kao rukovodilac vojnog rukovodstva i član Oblasnog štaba za tuzlansku oblast, radio na pripremama za oružani ustanak. U toku rata, bio je politički komesar Ozrenskog partizanskog odreda, Prvog bosanskog bataljona i Šeste istočnobosanske udarne brigade, član biroa Pokrajinskog komiteta KPJ za istočnu Bosnu, član Glavnog štaba NOP odreda Bosne i Hercegovine, vijećnik ZAVNOBiH-a od osnivanja i član njegovog predsjedništva i vijećnik na Drugom zasjedanju AVNOJ-a.
Nakon oslobođenja Jugoslavije, bio je ministar trgovine i snabdjevanja u prvoj vladi NR Bosne i Hercegovine, potpredsjednik Gospodarskog vijeća Savezne vlade, predsjednik Narodnog odbora sreza u Tuzli i ponovno član vlade NR BiH. Od 1945. godine, bio je biran za narodnog poslanika Savezne i Republičke skupštine. Također je bio i član Izvršnog komiteta Centralnog komiteta SK Bosne i Hercegovine, član Centralnog komiteta KPJ, član Savjeta federacije SFR Jugoslavije, član Saveznog odbora SSRN Jugoslavije i predsjednik SUBNOR-a BiH.
U povijesti Tuzle malo je ličnosti poput Mandžića, koji pokazuju jedinstvenu posvećenost unaprjeđenju lokalnih društveno-ekonomskih prilika - od kaldrmisanja tuzlanskih ulica, aktualiziranja problema tonjenja Tuzle i poticanja osnivanja Fonda tonjenja, obnavljanja rada nogometnog stadiona Sloboda i izgradnja stadiona Tušanj, puštanje u saobraćaj pruge Brčko-Banovići, izgradnja akumulacionog jezera Modrac u Lukavcu, otvaranje Rudnika soli Tušanj, pokretanje izgradnje Termoelektrane Tuzla, potpore i unaprjeđenje rudnicima uglja, razvijanje kemijske industrije u Tuzli u Lukavcu i pripremanje osnivanja Tehnološkog fakulteta. Pored toga, treba dodati i njegov poticaj iniciranju osnivanja odjela Glazbene akademije u Tuzli. Kretao se i bio omiljen među radnicima, naročito među rudarima i solarima. Prvi se u socijalističkoj Jugoslaviji usudio da "nezadovoljstvo radnika" - rudara 1968. godine označi "štrajkom", što se smatralo ideološkim svetogrđem. 
Preminuo je 27. lipnja 1975. godine u Sarajevu.

## Priznanja
- Partizanska spomenica 1941.
- Orden narodnog oslobođenja
- Orden bratstva i jedinstva sa zlatnim vijencem
- Orden zasluga za narod
- Orden za hrabrost
- Orden narodnog heroja (1953.)